# Giorgio Moser
Giorgio Moser (Trento, 9 ottobre 1923 – Roma, 25 settembre 2004) è stato un regista e sceneggiatore italiano.
Ha diretto diversi film e realizzato documentari fra il 1954 ed il 1996.

## Biografia
Laureato in Giurisprudenza, si occupa sin da giovane di critica cinematografica e giornalismo, avvicinandosi al cinema prima come aiuto regista, poi come autore di cortometraggi e documentari. Nel 1954 realizza il primo lungometraggio Continente perduto, insieme a Mario Craveri, due anni dopo è la volta de L'impero del sole. Dal 1959 lavora soprattutto come documentarista per la Rai.

## Filmografia

### Documentari
- Continente perduto (1954)
- Tre ragazzi in canotto (1969)
- Passaggio a Sud-Est, diario di un viaggio fluviale con Stefano, Andrea e Daniela. Dal Mare del Nord al Mar Mediterraneo (1970)
- Dove nasce il Nilo, diario di un viaggio con Stefano e Andrea Moser (1975)
- Le montagne della Luce. il fiume della Luna (1976)
- Clown in Kabul (2002)

### Regia
- Un po' di cielo (1955)
- L'impero del sole, co-diretto con Enrico Gras (1955)
- Violenza segreta (1963)
- Avventure di mare e di costa – miniserie TV (1966)
- Vado a vedere il mondo capisco tutto e torno – miniserie TV (1973)
- A proposito di Francis Macomber – film TV (1977)
- Un reietto delle isole 
 – film TV (1980)
- Blue Dolphin - L'avventura continua (1990)

### Soggetto
- Il ratto delle Sabine (1945)
- Dick Smart 2.007, regia di Franco Prosperi (1967)

### Sceneggiatura
- È più facile che un cammello..., regia di Luigi Zampa (1951)

## Riconoscimenti
- Orso d'argento al 5º Festival di Berlino, 1955
- Premio Speciale della Giuria al Festival di Cannes 1955